# Gid Tanner
James Gideon 'Gid' Tanner (Thomas Bridge (Georgia), 6 juni 1885 - Dacula, 13 mei 1960) was een Amerikaanse oldtime-muzikant. Met de stringband Gid Tanner and his Skillet Lickers was Tanner tussen 1926 en 1931 een van de succesvolste oldtime-muzikanten van de Verenigde Staten.

## Jeugd
Gid Tanner werd geboren in Thomas Bridge in de buurt van Monroe. Op 14-jarige leeftijd leerden zijn ouders en overige familie hem spelen op de fiddle. In 1914 nam Tanner voor de eerste keer deel aan de een jaar geleden in het leven geroepen Georgia Fiddlers Convention, waarbij hij tot 1935 jaarlijks optrad. Hij zou toen al meer dan 2000 stukken op de fiddle hebben gespeeld. Niet alleen als muzikant, maar ook als komiek toonde Tanner zijn talent. Tijdens zijn optredens in de regio combineerde hij deze beide eigenschappen, waarmee hij aan populariteit won. Op 21-jarige leeftijd was Tanner getrouwd met een pas 16-jarig meisje uit de Rockdale County. Met haar en hun in 1917 geboren zoon Gordon woonden de Tanners vooreerst afwisselend in Gwinnett County en Rockdale County, totdat ze zich uiteindelijk vestigden in Dacula, waar ze hun onderhoud verdienden met een kippenfarm.

## Carrière
Nadat Tanner was verhuisd naar Atlanta, ontmoette hij daar de blinde gitarist Riley Puckett, die al regelmatige optredens bij de radio had. Beiden raakten snel bevriend en traden samen op. Toen in maart 1924 de talentenscout Frank Walker van Columbia Records naar Atlanta kwam, stelden Tanner en Puckett zich voor. Ze kregen van Walker een platencontract als eerste countrymuzikanten. In hetzelfde jaar werden in New York de eerste platen opgenomen.
Een jaar later kreeg Tanner van Columbia Records opnieuw een verzoek om een stringband op te richten. Samen met Riley Puckett, Clayton McMichen en Fate Norris richtte hij de band Gid Tanner and his Skillet Lickers op, wiens eerste platen in 1925 werden opgenomen. Aanvankelijk nam hij nog als soloartiest of met Fate Norris en zijn broer Arthur Tanner platen op, maar met het groeiende succes van de Skillet Lickers maakte hij hieraan een einde. Tanner, die hoofdzakelijk fiddle speelde, kon tijdens comedy-sketches zijn talent als komiek tonen. Vanaf 1930 speelde hij bijkomend ook nog banjo, omdat Norris tijdens een ongeluk zijn arm had verloren. In 1931 echter werd de band ontbonden wegen interne ruzies. Al op het eind van de jaren 1920 was Tanner lid van de bekende radioshow WLS National Barn Dance geworden, waarin hij verder tot aan het begin van de jaren 1930 optrad.
Na 1931 concentreerde Tanner zich verder op zijn kippenfarm. Eerder in oktober 1931 had hij met Riley Puckett en Bill Helms als The Home Town Boys zijn laatste vier nummers opgenomen voor Columbia Records. Dankzij zijn grote populariteit, die hij in die jaren had opgebouwd, trad hij met Puckett ook verder op bij de radio in Columbus en was verder een regelmatige deelnemer bij de Fiddlers' Conventions. Er waren drie opnamen van Tanner verschenen bij Vocalion Records met de muzikant Al Craver, wiens achtergrond echter niet bekend was en die ook intensief opnam voor Columbia Records. In 1934 tekende hij bij Bluebird Records, waar hij de nieuwe Skillet Lickers oprichtte. Tijdens een sessie in maart 1934 nam hij de laatste platen van zijn leven op, enkele met de Skillet Lickers, andere alleen met Puckett en zijn zoon Gordon. Begin jaren 1940 was Tanner regelmatig te zien op het podium van het Joy Theater, samen met Puckett, de Blue Ridge Mountain Boys en Grady & Hazel Cole.
Nadat Tanner zich definitief had teruggetrokken uit de muziekbusiness, werkte hij voortaan op zijn farm. Daarnaast trad hij verder op en zette zich in voor het behoud van de hillbilly-muziek. Op 71-jarige leeftijd won hij voor de laatste keer een fiddle-concours.

## Privéleven en overlijden
Gid Tanner overleed op 13 mei 1960 op 75-jarige leeftijd. Hij werd opgenomen in de Atlanta Country Music Hall of Fame. Zijn nakomelingen bewaren verder de traditie van de Tanner-familie. Ter ere van Tanner en zijn familie werd een straat in Dacula naar hen benoemd, de Tanner Road. Tanner was twee keer getrouwd en had in totaal vijf zoons.

## Discografie
Columbia Records
- 1924:	Johnson's Old Gray Mule / Chicken Don't Roost To Big For Me (met Riley Puckett)
- 1924:	Alabama Gal, Give The Fiddler A Dram / Black Eyed Susie (met Riley Puckett)
- 1924:	Sourwood Mountain / Cumberland Gap
- 1924:	Don't Grieve Your Mother / Be Kind To A Man When He's Down
- 1924:	Fox Chase / Arkansaw Traveller (B-kant met Riley Puckett)
- 1924:	Georgia Railroad / John Henry (B-kant met Riley Puckett)
- 1925:	Old Time Tunes / Just Gimme The Leavings (met Arthur Tanner)
- 1926:	S-A-V-E-D / Where Did You Get That Hat (met Fate Norris)
- 1926:	Travelling Man / Goodbye Booze (A-kant van Doc Walsh)
- 1926:	New Dixie / I Don't Reckon That'll Happen Again (met Arthur Tanner en Fate Norris)
- 1926:	Baby Lou / Football Rag (met Fate Norris)
- 1926:	Everyday Will Be Sunday Bye and Bye / Please Do Not Get Offended (met Fate Norris)
- 1929:	Gather The Flowers / Bring Back My Blue Eyed Boy (met Riley Puckett)
- 1930:	If You Want To Go A-Courtin' / You've Got To Stop Drinkin' Shine (als Gid Tanner's Skillet Lickers)

Bluebird Records
- 1934:	Practice Night With Skillet Lickers, Pt.1 / Practice Night With Skillet Lickers, Pt.2 (met Riley Puckett)
- 1934:	Tanner's Boarding House / On Tanner's Farm (met Riley Puckett)
- ####:	I'm Satisfied / Three Nights Drunk (met Riley Puckett)

Vocalion Records
- ####:	Little Old Sod Shanty / The Bum's Rush (met Al Craver)
- ####:	Goin' Down To Town / ? (met Al Craver)

- Gemeinsame Normdatei: 1187793299
- International Standard Name Identifier: 0000 0000 2968 0848
- Library of Congress Control Number: n89653410
- MusicBrainz: 2bb10db8-1686-4e1a-b1d3-6824eb175556
- Virtual International Authority File: 68078470
- WorldCat: E39PBJgHcGXfwCkjc9TYkMGWDq